# Айоделе Аделеє
Айоделе «Деле» Аделеє (англ. Ayodele "Dele" Adeleye; * 25 грудня 1988, Лагос) — нігерійський футболіст, захисник грецького ОФІ та, в минулому, збірної Нігерії.

## Біографія

### Клубна кар'єра
Народився в місті Лагосі, професійну кар'єру розпочав у місцевій команді «Шутінг Старз», а в 2007 році був підписаний «Спартою» з Роттердама. Своїм виступом в «Спарті» він зацікавив ряд клубів англійської прем'єр-ліги — «Евертон», «Вест Хем Юнайтед», «Блекберн». Проте перед початком чемпіонату світу з футболу 2010 підписав як вільний агент контракт з клубом «Металург» (Донецьк).
Відігравши у Донецьку трохи більше одного сезону перебрався до іншого українського клубу, сімферопольської «Таврії», в якому відразу ж став основним гравцем центру захисту.
У лютому 2013 року підписав трирічний контракт з «Кубанню». 29 квітня того ж року був офіційно виключений з заявки клубу. За цей час грав за «Кубань» лише в товариських зустрічах, в офіційних матчах на поле не виходив.
З серпня 2013 року став виступати за «Анжі». Дебютував у складі дагестанського клубу 19 вересня в матчі Ліги Європи з «Шерифом», проте і тут заграти не зумів, через що у січні 2014 року перейшов у грецький «Ерготеліс».
У середині серпня 2014 року перебрався в грецький клуб ОФІ з Іракліону.

### Кар'єра у збірній
Представляв Нігерію на молодіжному чемпіонаті світу 2005 року, коли Орли дійшли до фіналу, де програли 1-2 Аргентині. У національній збірній дебютував у травні минулого року. Учасник фіналу Олімпійських ігор 2008, де нігерійці програли Аргентині.
Дебютував за головну збірну 29 травня 2009 року в товариському матчі проти Ірландії, який завершився з рахунком 1-1. У загальній складності провів за національну команду 6 ігор, 3 з яких у відбірковому раунді чемпіонату світу 2010, також був учасником чемпіонату світу 2010 року, проте жодного разу на поле так і не вийшов.

## Ігрові дані
Класичний високий центральний захисник, який добре грає на другому поверсі.

## Досягнення
- Срібний олімпійський призер: 2008
- Фіналіст чемпіонату світу серед молодіжних команд: 2005
- Чемпіон Африки (U-20): 2005